# 錦暉苑

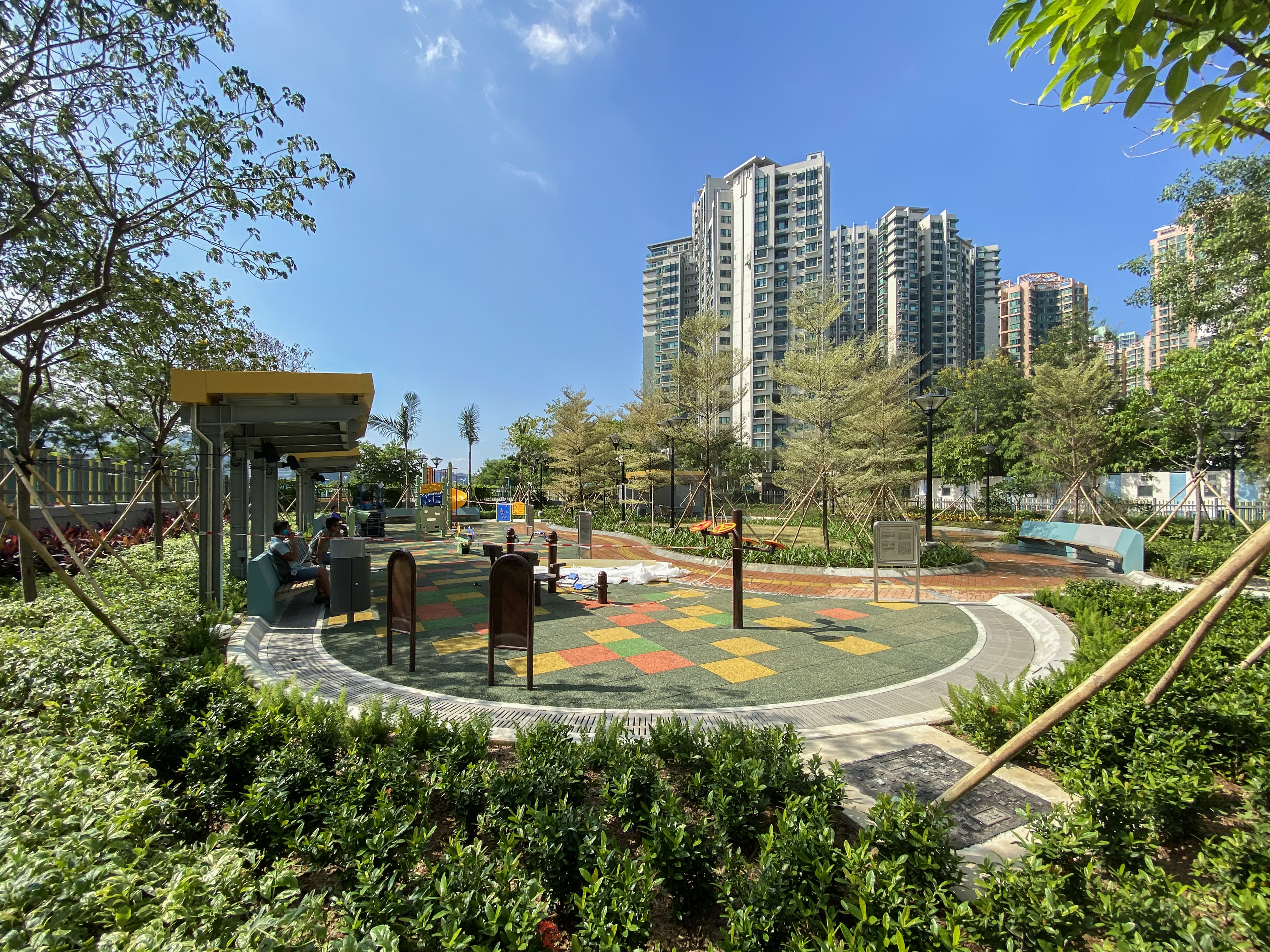
園林

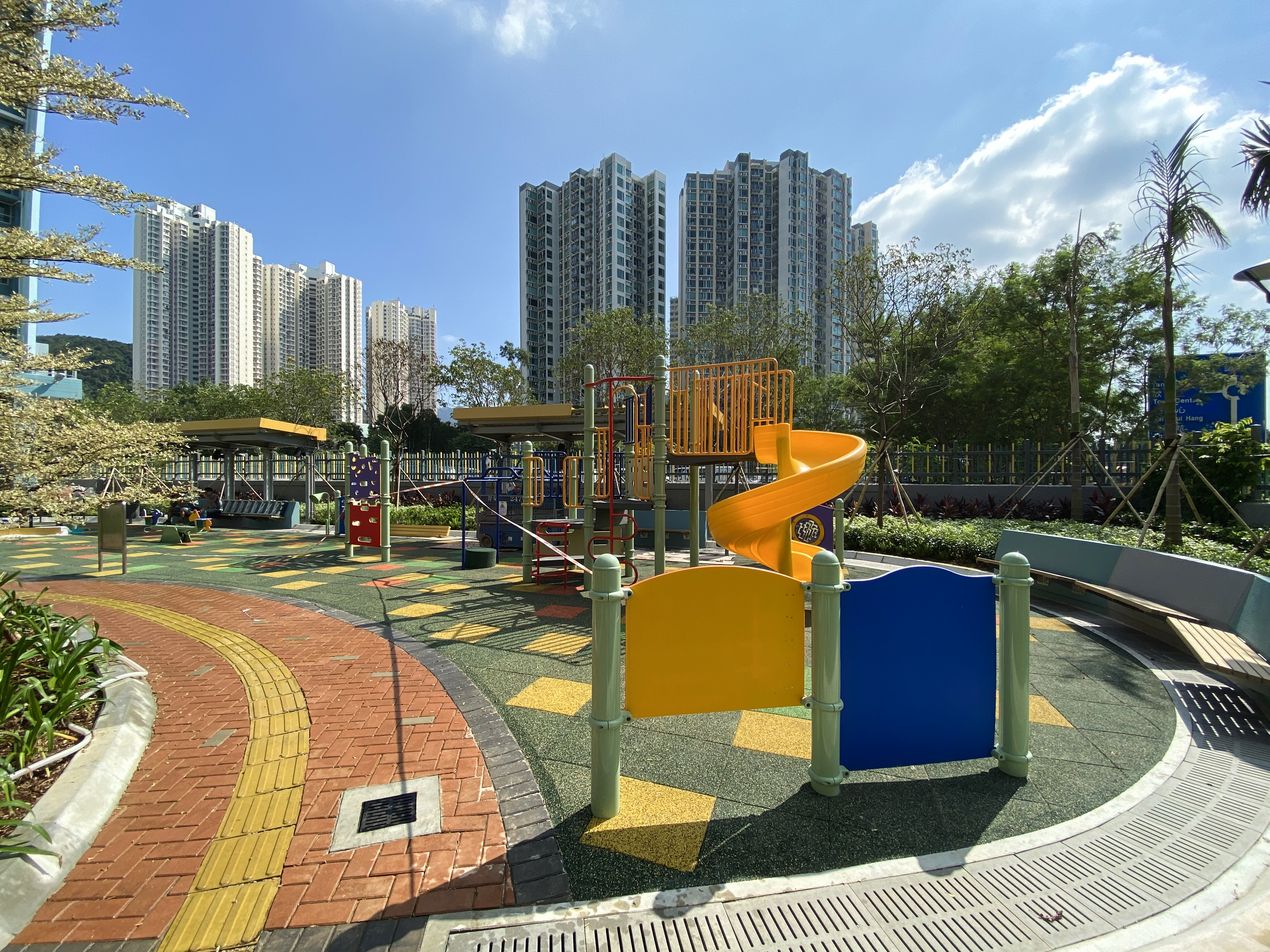
兒童遊樂場

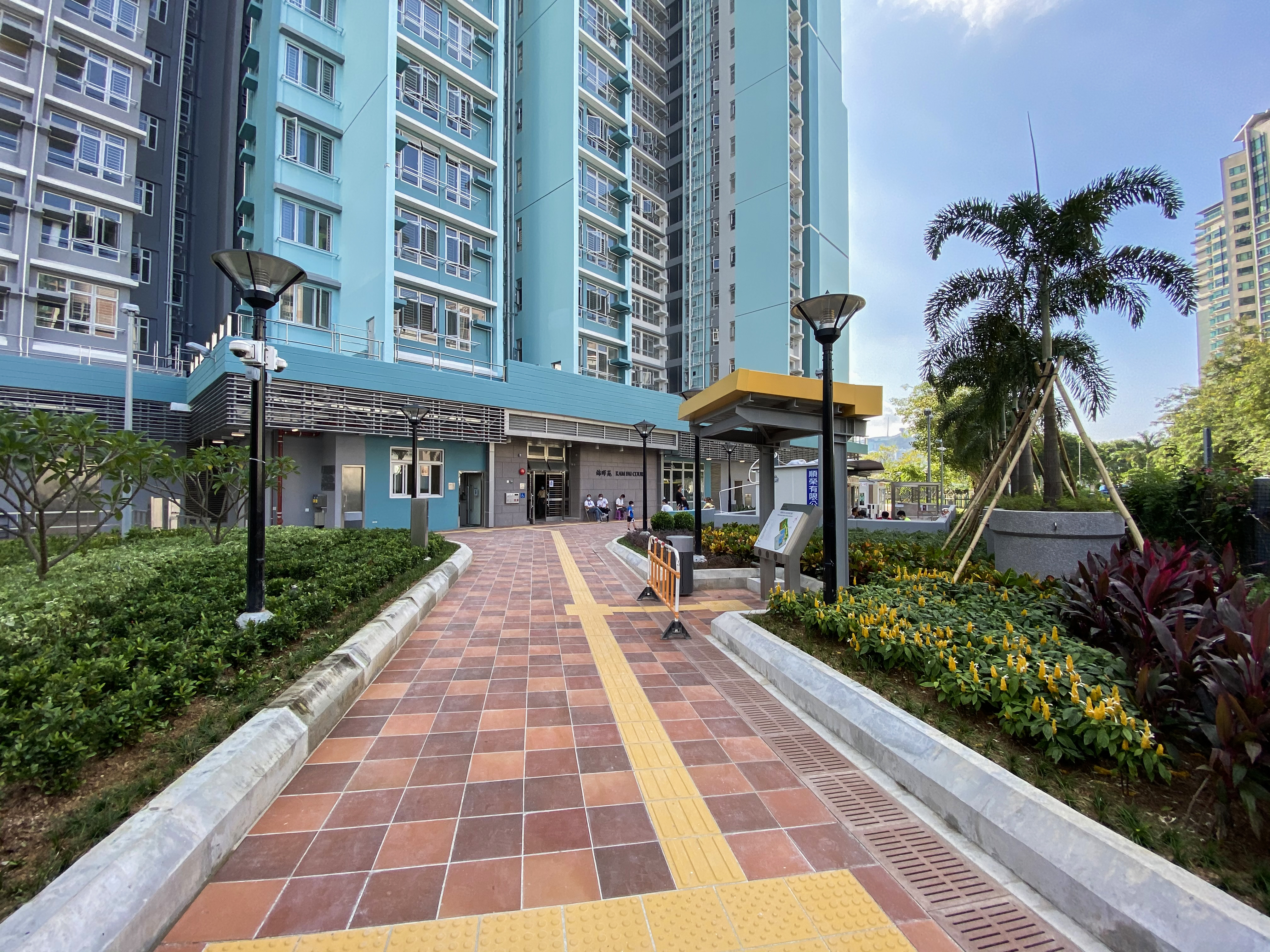
屋苑入口

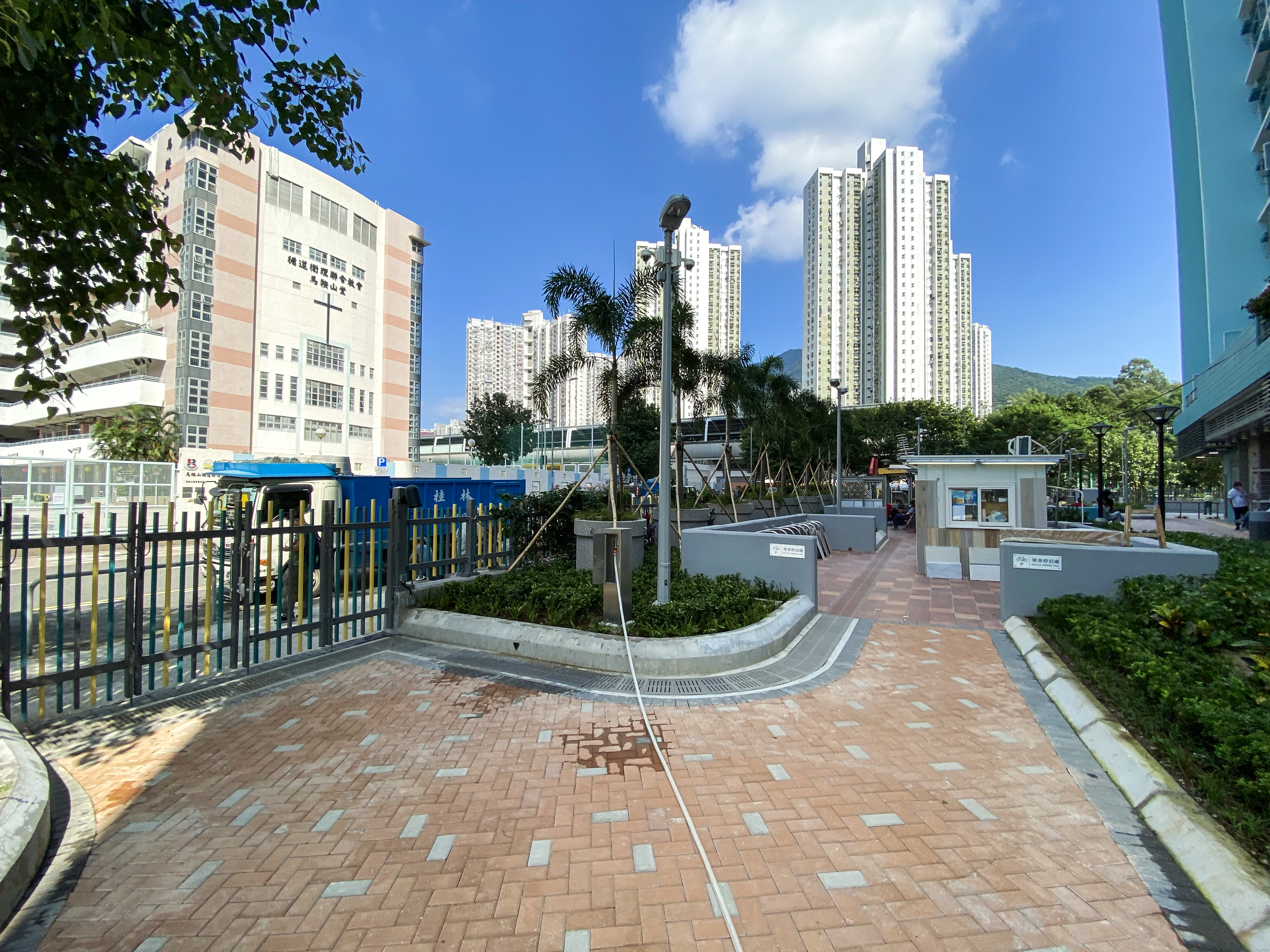
單車停泊處

 錦暉苑（英語：Kam Fai Court）是香港房屋委員會的居屋屋苑之一，位於新界馬鞍山、港鐵恆安站旁邊，鄰近恆安邨、天宇海、聽濤雅苑、觀瀾雅軒等住宅。屋苑座落的土地原先規劃作休憩用地，不過到2015年6月，政府提出將0.53公頃的土地改為建居屋。屋苑由房屋署總建築師（發展及標準策劃）設計、新福港承建，於2020年8月27日開始入伙。
屋苑初時的管理工作由港深聯合物業管理有限公司管理， 直到2024年改由其士富居物業管理有限公司管理。

## 歷史
屋苑座落的土地原先規劃作「休憩用地」地帶，打算興建7人足球場。不過到2015年6月，政府提出將0.53公頃的土地改為興建居屋。沙田區議會多名區議員對此有保留，其中民主派表明反對，認為居屋如牙籤樓一樣。而周邊居民也十分反對計劃，認為附近已經有多間學校，會增加交通壓力。

## 屋苑資料
錦暉苑屬單幢式設計屋苑，樓高37層（約110米）共配置5部升降機。其中大廈的1樓至頂層35樓屬於住宅樓層，每層各設21伙單位，合共提供735伙分層住宅。其中210伙是實用面積不足300平方呎的開放式單位，而其餘單位都是實用面積近400至455平方呎的中小型單位。
錦暉苑所有向西單位皆面向吐露港，可飽覽永久海景，眺望對岸香港中文大學、以至八仙嶺郊野公園之景觀，惟則受西斜問題，並只限一房單位才享有。由於錦暉苑大廈樓高110米，而南面和北面的私人住宅樓宇天宇海和觀瀾雅軒之樓高皆為80米，因此向南和向北的高層單位也得享吐露港海景。而兩房單位景觀以學校和馬鞍山開揚樓景為主。
由於屋苑鄰近港鐵屯馬綫路軌，因此屋苑住戶或會受噪音滋擾；故此部份單位需按規定設有隔音露台，而相關設施不能擅自拆改。
錦暉苑單位原訂在2020年或以後才發售，但房委會於2019年3月宣佈錦暉苑連同旭禾苑將提前撥入「居屋2019」發售，於2019年5月接受申請，並於8月15日攪珠，12月9日 （原訂11月21日）起揀樓；而售價介乎於156萬至348萬元不等。所有單位在2020年6月8日售罄，但兩個月後1816、1907、1912、2007、2318及2411室即告撻訂，將撥入隨後接受申請的「居屋2020」重售。

### 樓宇
| 樓宇名稱 | 樓宇類型                    | 落成年份 | 樓宇層數 （住宅層數） | 每層伙數 | 單位數目（伙） | 建築師                            | 承建商 | 提供升降機的廠商 |
| -------- | --------------------------- | -------- | --------------------- | -------- | -------------- | --------------------------------- | ------ | ---------------- |
| 錦暉苑   | 非標準設計大廈 （其他類型） | 2020年   | 37 （1-35樓）         | 21       | 735            | 房屋署總建築師 （發展及標準策劃） | 新福港 | 東芝             |

### 設施
屋苑地面設兒童遊樂區、小草坪、健身區、露天停車場和露天單車停車位。

## 屋苑周邊
錦暉苑西面是馬鞍山海濱長廊，設有緩跑徑、單車徑等，可經沙田海濱單車徑至大埔區。馬鞍山遊樂場和馬鞍山運動場等區內主要康樂設施距離錦暉苑約10至15分鐘步程，並附設較具規模的兒童遊樂場。
錦暉苑附近設有馬鞍山循道衛理小學、英基啓新書院（含小學部）等學校。
錦暉苑距離港鐵恆安站約2分鐘步程。

## 興建期間的圖片庫

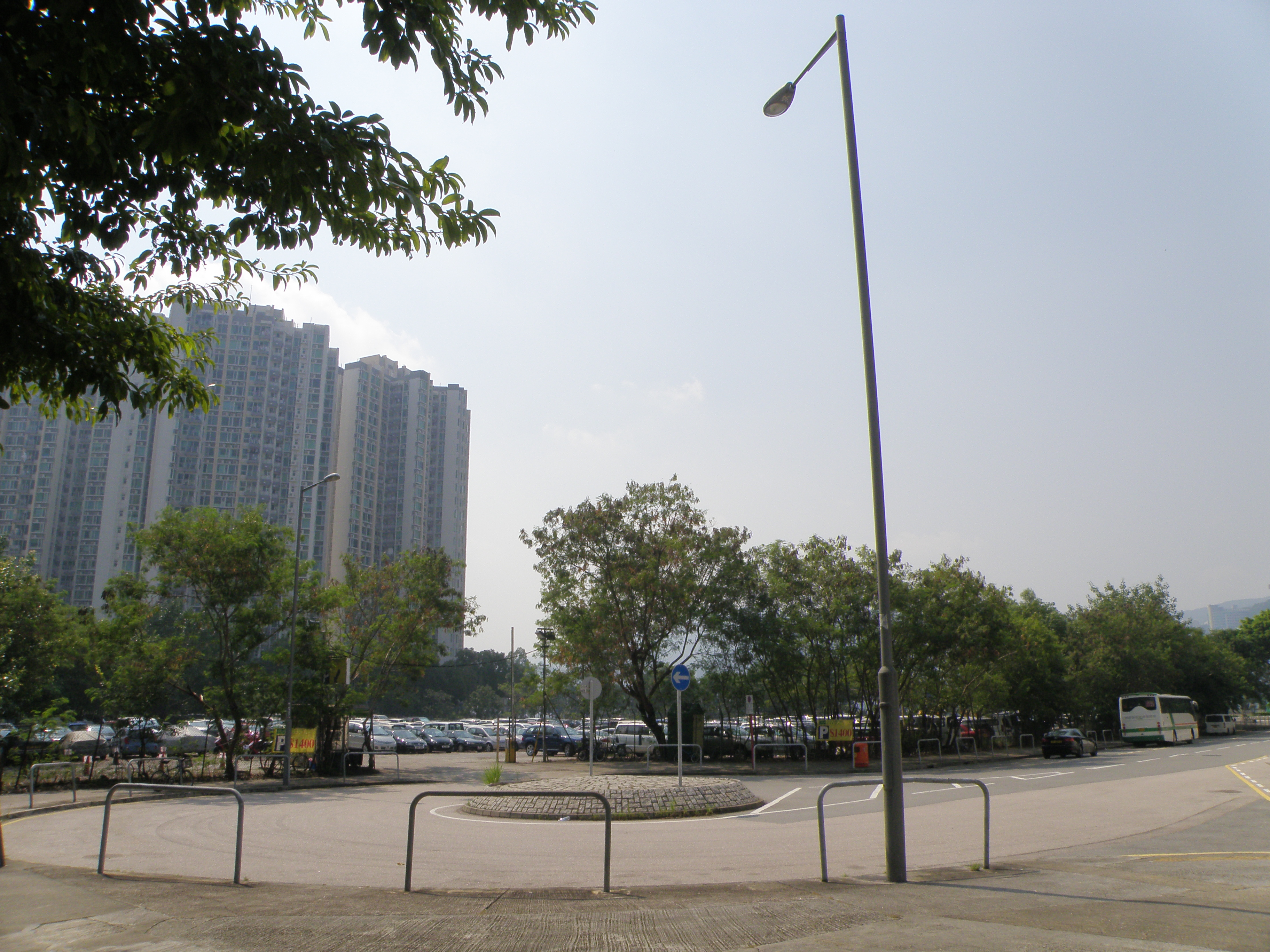
動工前為露天停車場（2015年10月）
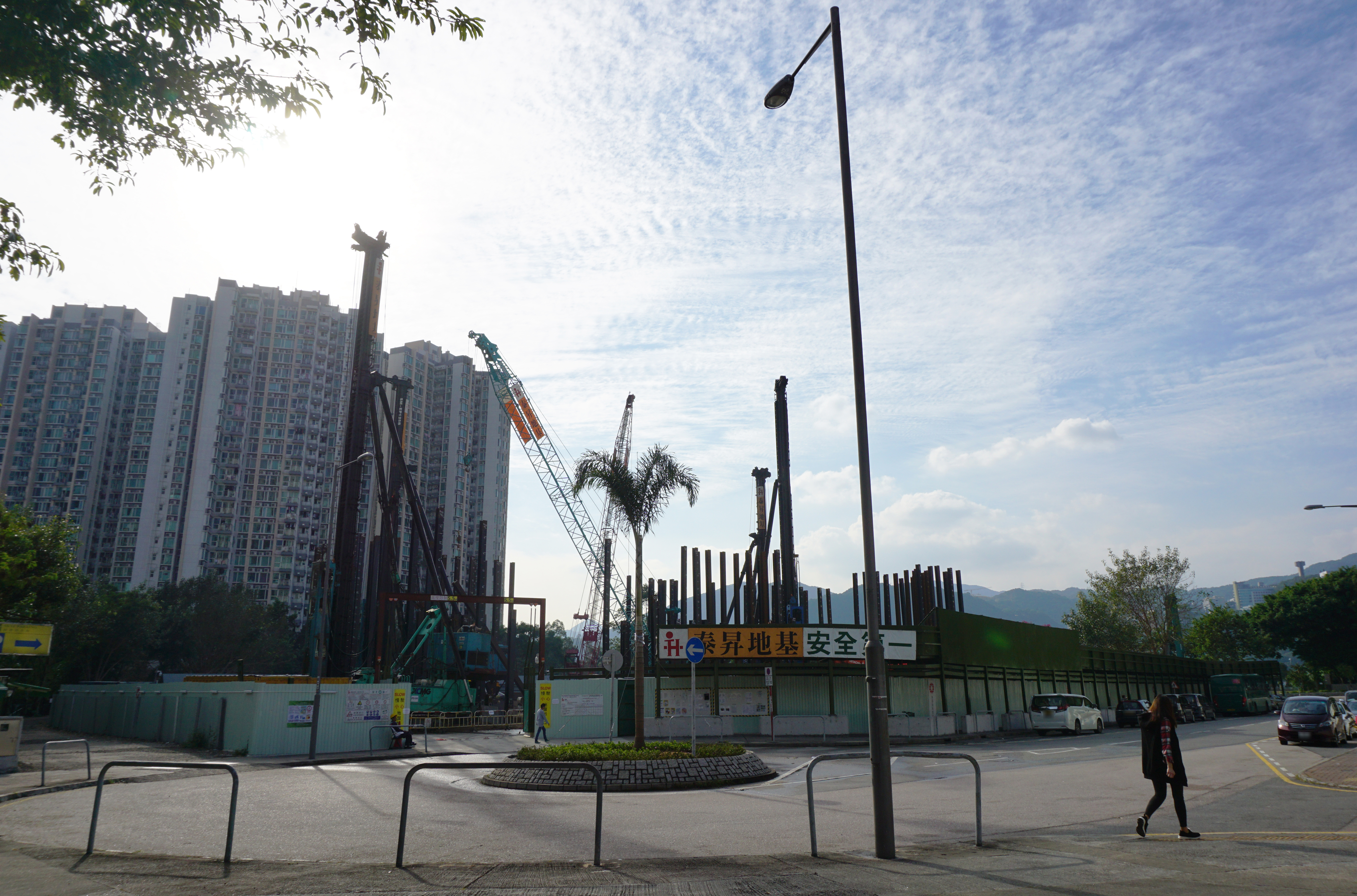
部份停車場範圍收回以進行地基工程（2016年12月）
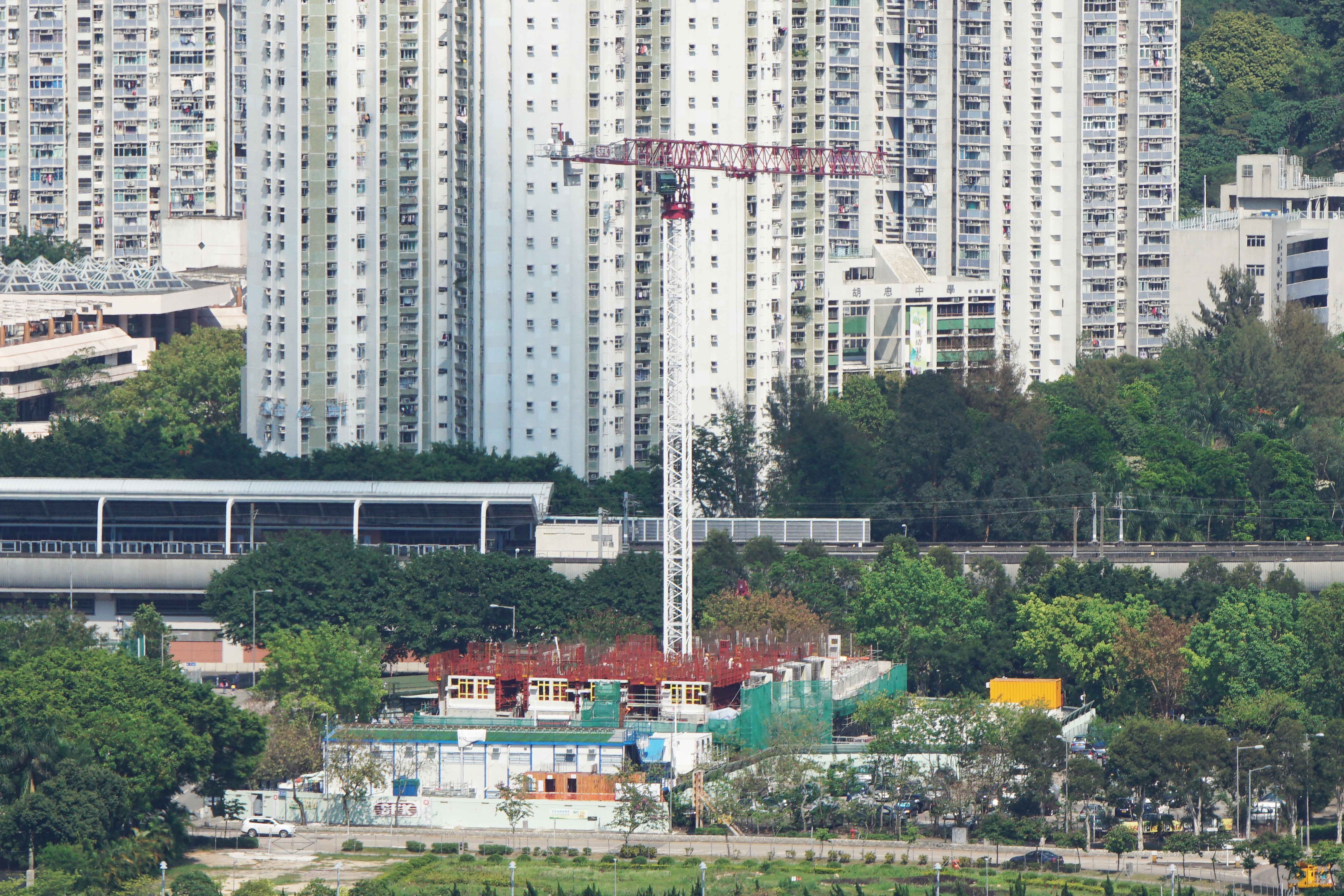
剛展開上蓋工程（2018年5月）
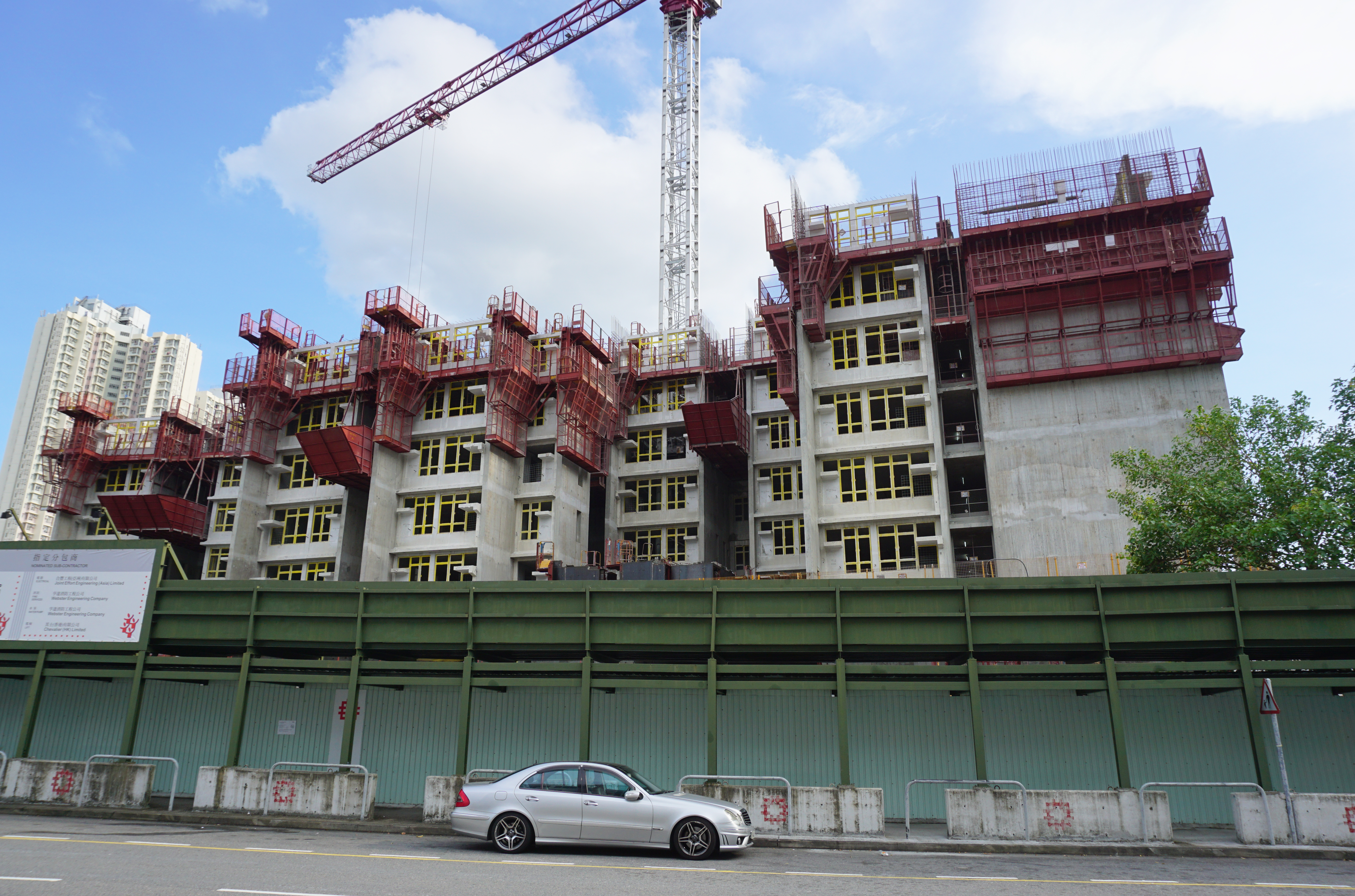
建至5樓（2018年8月）
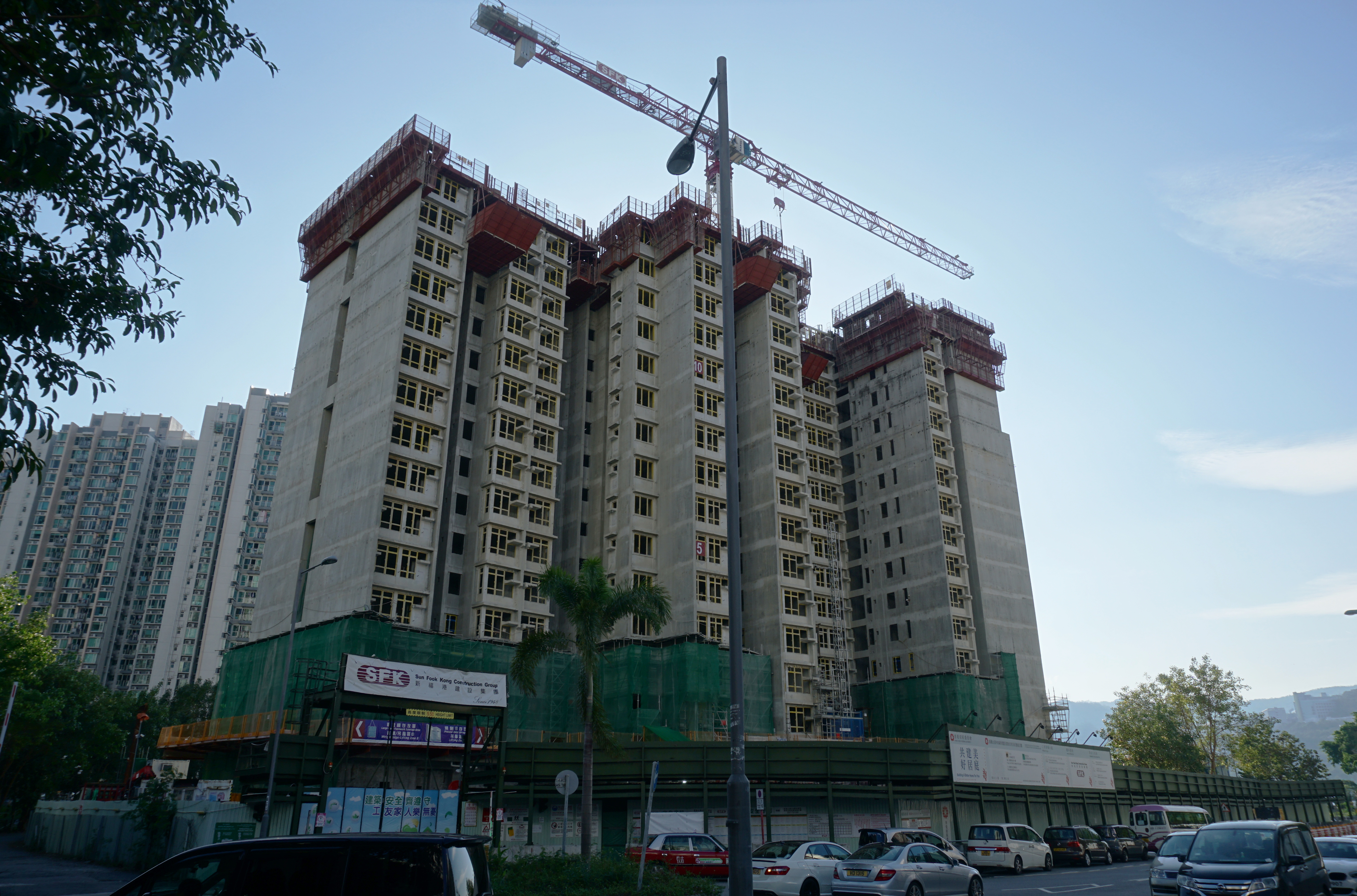
建至14樓（2018年10月）
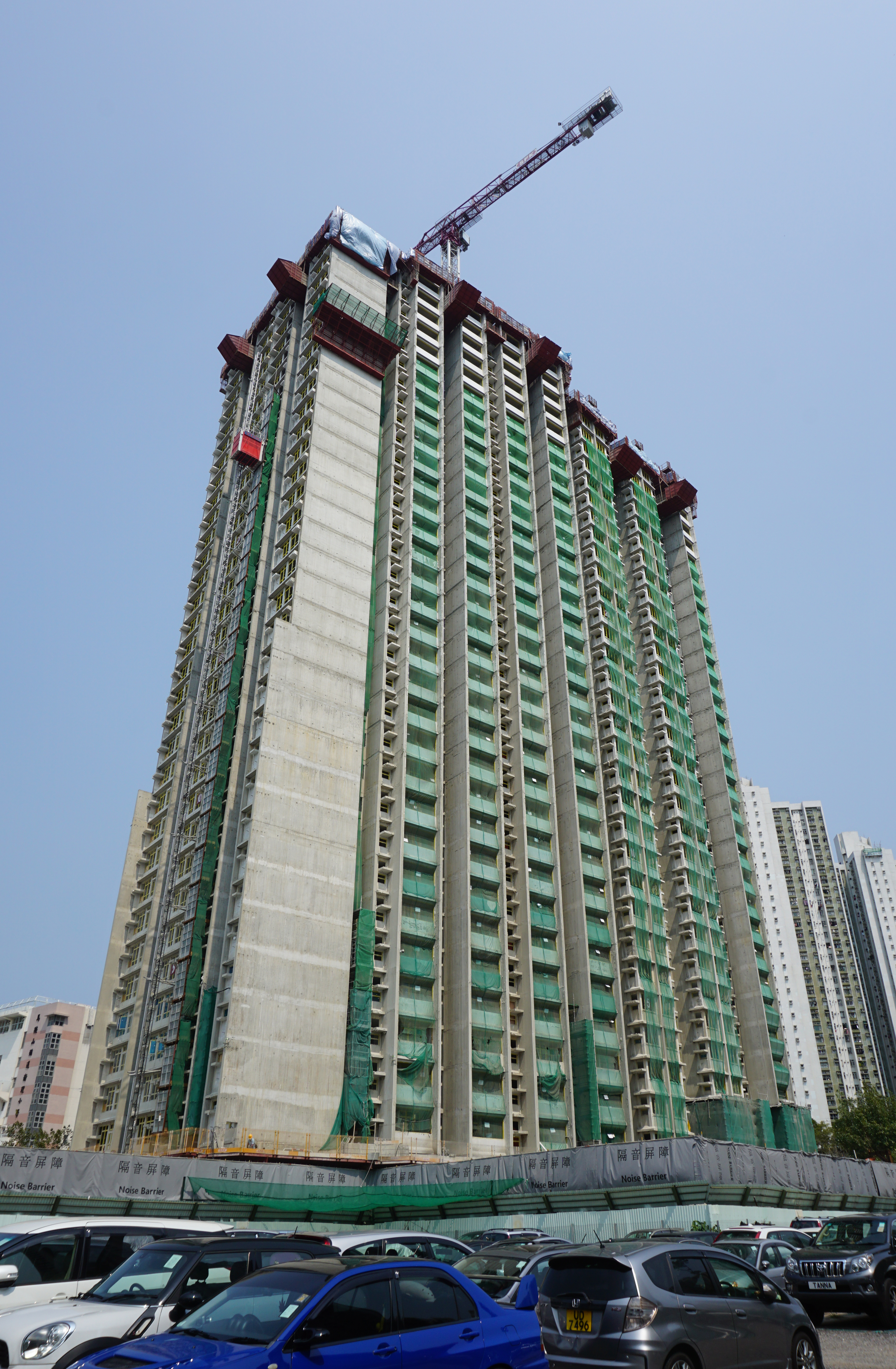
建至32樓（2019年3月）
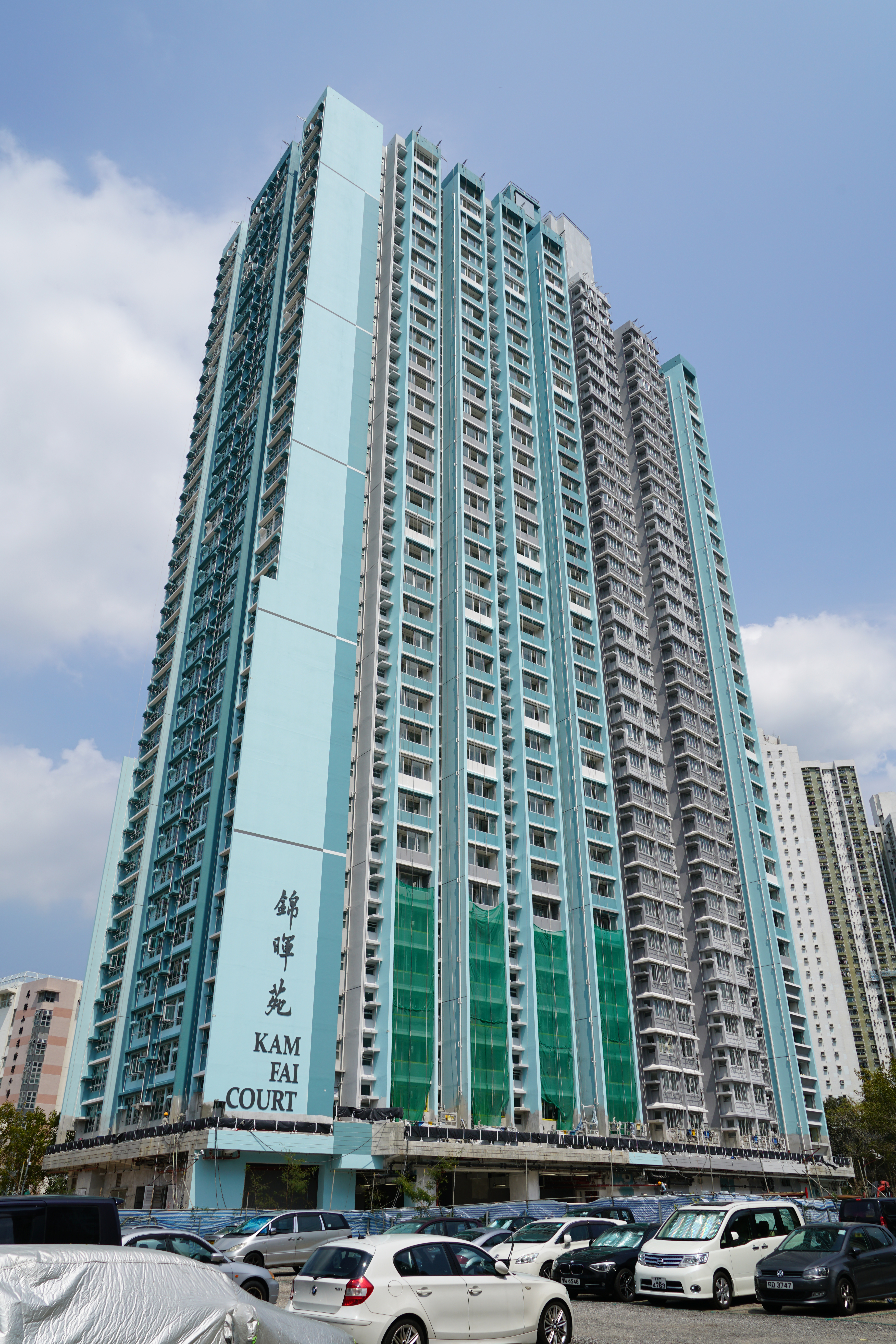
剛平頂（2020年5月）
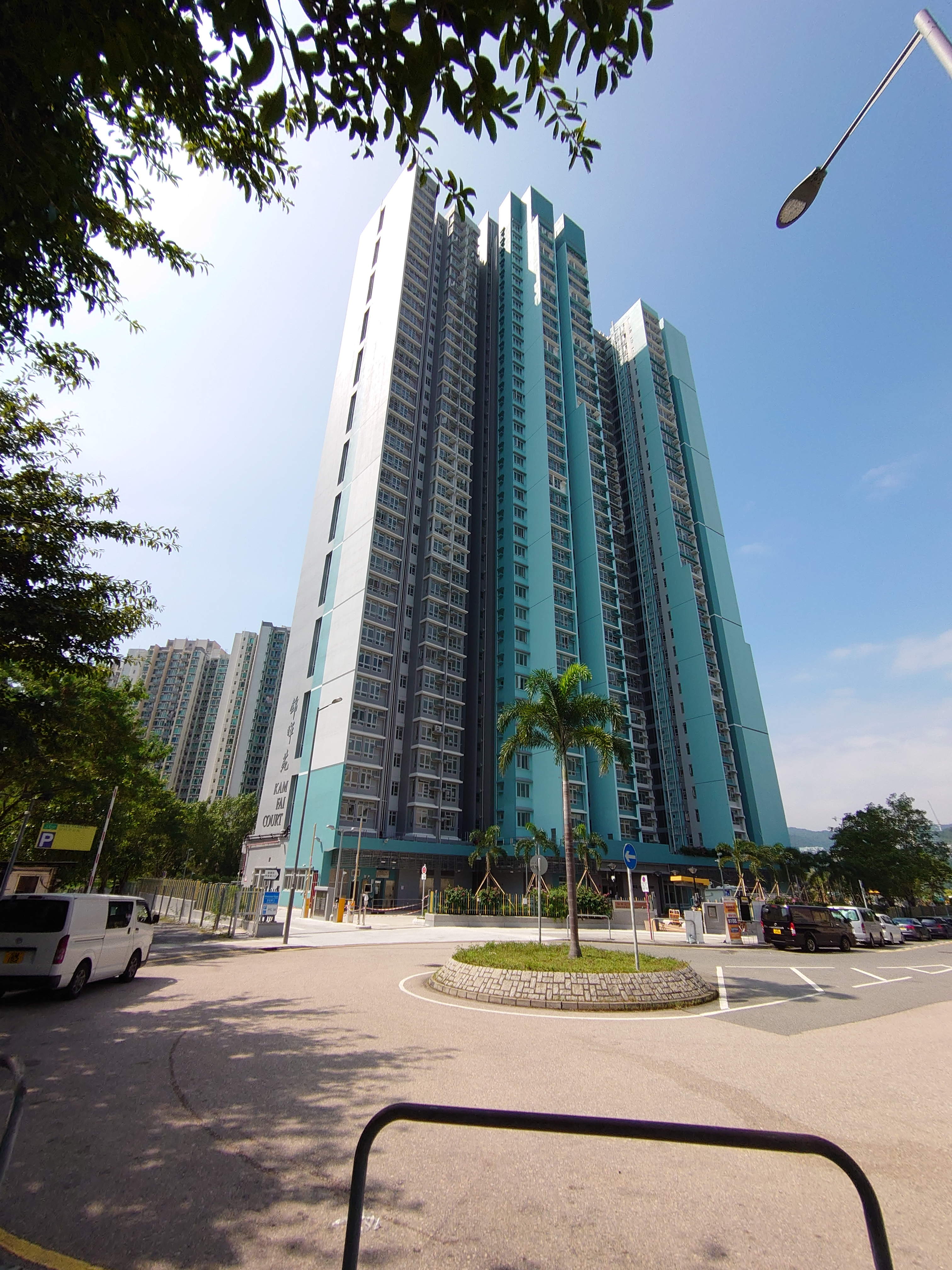
入伙後（2020年10月）

## 事件
2022年8月，屋苑被納入強制檢測名單，到同月24日，屋宇署及土地註冊處聯同沙田警區和衞生署在大廈進行執法行動，562名居民的檢測報告被檢查，當中66人違反強制檢測公告，並向其中36人發出10,000港元定額罰款通知書。

## 鄰近建築
- 恆安站
- 恆安邨
- 聽濤雅苑
- 天宇海